# Gwiazdka Cieszyńska

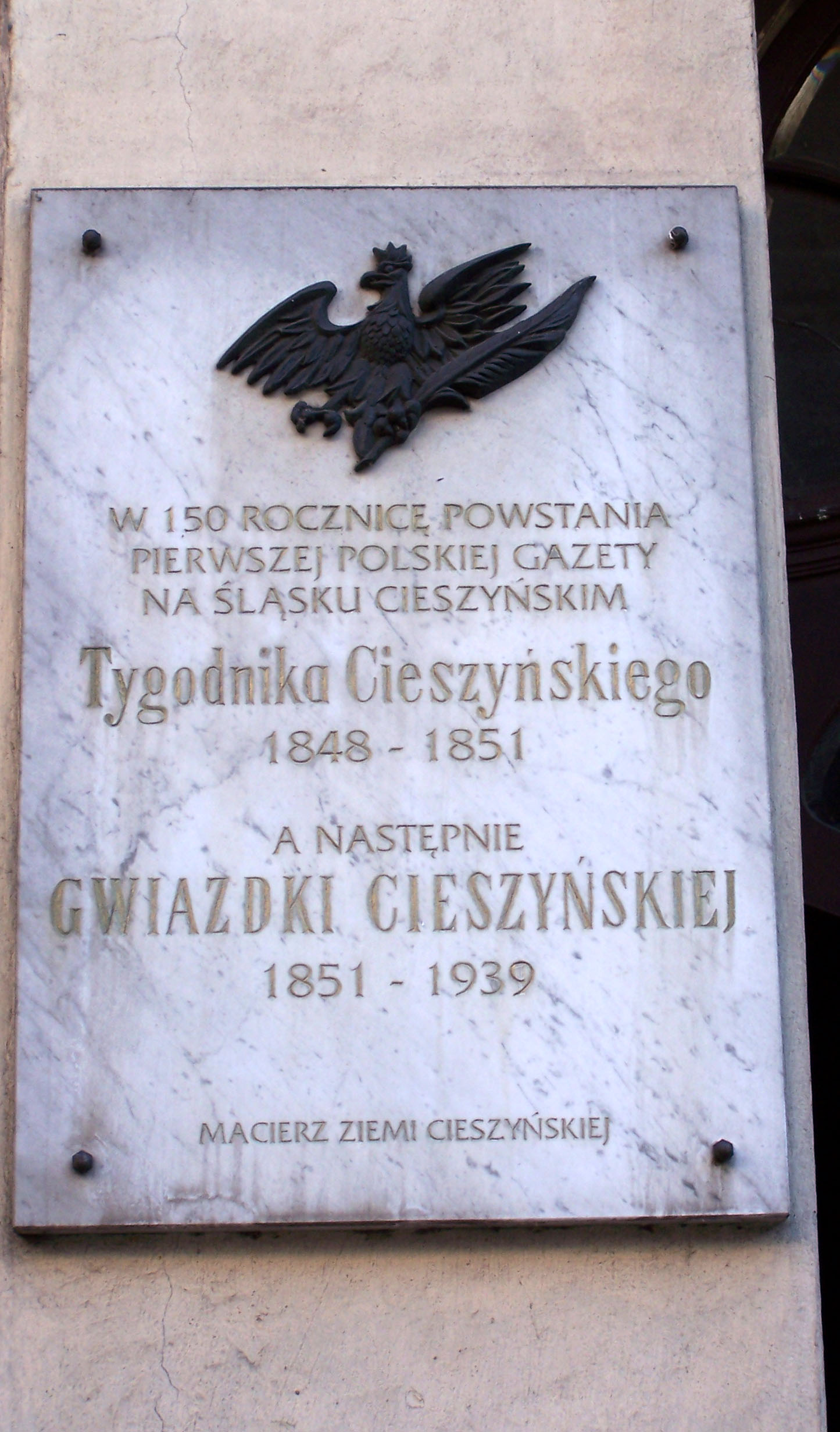
Tablica upamiętniająca "Gwiazdkę Cieszyńską" w Cieszynie

Gwiazdka Cieszyńska – Pismo naukowe i zabawne – tygodnik wydawany w Cieszynie w latach 1851–1939. Po roku 1906 – dwutygodnik. Był kontynuacją Tygodnika Cieszyńskiego (1848–1851).

## Historia
1 marca 1851 roku zmieniono nazwę „Tygodnika cieszyńskiego” na „Gwiazdkę Cieszyńską. Pismo naukowe i zabawne”, a od 1 stycznia 1852 „Pismo dla na nauki, umiejętności, zabawy i przemysłu”. Od 10 kwietnia 1852 roku aż do 5 marca 1853 roku wystąpiła przerwa w wydawnictwie, później „Gwiazdka Cieszyńska” wychodziła bez przerwy. Rolę i znaczenie „Gwiazdki” starał się podnieść m.in. J. I. Kraszewski, pisząc w roku 1859 na łamach „Gazety Warszawskiej”: W dalszych od nas ziemiach, poczciwa Gwiazdka Cieszyńska świeci i służy na Śląsku bratnim, sama jedna, nie popierana przez nikogo i trwa, pielęgnując tam narodowość, którą kilku biednych ludzi wzięło się podtrzymywać z prawdziwym heroizmem. Z rozczuleniem i łzą w oku spoglądać musimy na to pismo skromne, ciche, a tak wielkiego dla kraju znaczenia... Całe pismo, przy szczupłych swych środkach, z zadziwiającą trafnością i troskliwością jest redagowane.
Pismo po 1863 roku (po powstaniu styczniowym) podkreślało polskość Śląska, dbało o krzewienie oświaty wśród polskiej ludności Śląska Cieszyńskiego. W piśmie unikano radykalnych socjalistycznych haseł. W dobie absolutycznych rządów Aleksandra Bacha w Cesarstwie Austrii (lata 1852–1859) była jedyną polską gazetą na Śląsku Cieszyńskim. W latach 60. XIX wieku miała ok. 1400 subskrybentów, z czego 300 na Śląsku a 600 w Galicji. W 1883 roku „Gwiazdka Cieszyńska” przeszła na własność „Katolickiego Towarzystwa Prasowego” i stała się organem narodowego katolickiego duchowieństwa. Było to związane z ewolucją duchową jej edytora, Pawła Stalmacha, który na łożu śmierci zmienił wyznanie na katolicyzm. Następnie została organem prasowym organizacji Związek Śląskich Katolików, który w lutym 1923 połączył się z Polskim Stronnictwem Chrześcijańskiej Demokracji. W 1907 jej nakład wynosił ponad 4,6 tys. egzemplarzy.
W 1908 roku wiersz Marii Konopnickiej Rota, został pierwszy raz opublikowany, na łamach Gwiazdki Cieszyńskiej.
Przed swą śmiercią naczelny Józef Londzin przekazał gazetę wraz z jej własnościami organizacji Dziedzictwo bł. Jana Sarkandra dla Ludu Polskiego na Śląsku. Reaktywowany w 1927 Związek Śląskich Katolików wszedł w konflikt z Dziedzictwem Błogosławionego Jana Sarkandra przed wyborami do Sejmu Śląskiego, wskutek czego Gwiazdka Cieszyńska przestała być organem prasowym Związku. W 1930 czasopismo obrało stanowisko chrześcijańskiej demokracji. Ostatni numer ukazał się 30 sierpnia 1939 roku.
W wieku XX wystąpiło również przeciwko wpływom socjalizmu i jego ruchu. Na łamach „Gwiazdki Cieszyńskiej” pisywali polscy działacze narodowi (m.in. Władysław Górnikiewicz), a także debiutowało wielu śląskich literatów. Byli to m.in.: Karol Miarka, Andrzej Cinciała, Jan Kubisz, Ernest Farnik, Józef Lompa, Bojko, Perges, Robert Zanibal, Juliusz Ligoń, a także krakowianin Michał Bałucki.
Do reaktywacji Stowarzyszenia „Dziedzictwo św. Jana Sarkandra”, które stało się nawiązaniem do spuścizny „Dziedzictwa bł. Jana Sarkandra dla Ludu Polskiego na Śląsku” doszło czterdzieści trzy lata później, tj. 9 listopada 1993 roku. W składzie Zarządu znaleźli się: ks. Henryk Satława – Prezes, Tadeusz Brachaczek, Franciszek Hess-Halski, Emilia Skupień, Roman Szwenda i Karol Branny.
Od lutego 2013 trwały prace nad wznowieniem czasopisma w wersji elektronicznej. Pierwsze wydanie ukazało się 7 września 2014 roku.

## Redaktorzy
- 1851–1887: Paweł Stalmach
- 1889–1890: Andrzej Kusionowicz(inne języki) (później Grodyński)
- 1890: Józef Londzin
- 1901–1902: Kazimierz Wróblewski
- 1902–1929: Józef Londzin
- 7 września 2014 – do nadal: Barbara Stelmach-Kubaszczyk